# Swaryszów
Swaryszów – wieś w Polsce położona w województwie świętokrzyskim, w powiecie jędrzejowskim, w gminie Sędziszów.
W latach 1975–1998 miejscowość administracyjnie należała do województwa kieleckiego.
17 sierpnia 1944 niemieccy żandarmi z Kielc z oddziałami ukraińskich nacjonalistów spacyfikowali wieś. 35 osób zamordowali w pobliskim lesie. Zatrzymano około 20 mężczyzn i wywieziono w okolice Pińczowa w celu budowania umocnień.